# أندريا دي كارلو
اندريا دي كارلو (بالإيطالية: Andrea De Carlo) (و. 1952  م) هو كاتب، ومخرج أفلام، وكاتب سيناريو، وموسيقي إيطالي، ولد في ميلانو.

## التعليم
تعلم في جامعة ميلانو.

## وصلات خارجية
- اندريا دي كارلو على موقع IMDb (الإنجليزية)
- اندريا دي كارلو على موقع الموسوعة البريطانية (الإنجليزية)
- اندريا دي كارلو على موقع ميوزك برينز (الإنجليزية)
- اندريا دي كارلو على موقع أول موفي (الإنجليزية)
- اندريا دي كارلو على موقع ديسكوغز (الإنجليزية)
- اندريا دي كارلو على موقع قاعدة بيانات الفيلم (الإنجليزية)
- اندريا دي كارلو على موقع كينوبويسك (الروسية)